# مهارة تحليلية

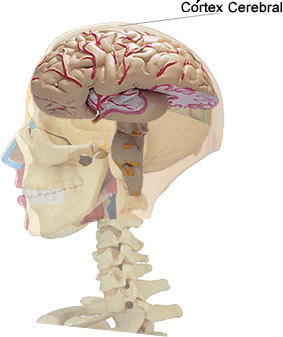

المهارة التحليلية هي القدرة على قراءة ما بين السطور ورؤية الخفايا والأشياء الصغيرة وغير الملحوظة وتحليلها عبر التفكير الدقيق في مستجداتها العملية المصاحبة لدورها وتأثيرها الواقعي. وهي القدرة على تصور كل من المشكلات والمفاهيم المعقدة وغير المعقدة تفكيكها وترتيبها ترتيبا متداقا والتعبير عنها وحلها واتخاذ القرارات الصحيحة المستنتجة من هذه الأخيرة وبناءً على المعلومات المتوفرة. وتضم هذه المهارات إظهار القدرة على تطبيق التفكير المنطقي في جمع المعلومات وتحليلها واستعمال التكتيكية لتحليل والجمع بين الأفكار ربطها واستنتاج افكار عملية وعلمية، وابتكار الحلول للمشكلات واختبارها وإنشاء الخطط.
في عام 1999، أوضح ريتشادر جي هيور، أن: "التفكير بطريقة تحليلية يعتبر مهارة مثلها مثل النجارة أو قيادة السيارات. بالتالي يمكن تعلمها وتعليمها كما يمكن تطويرها بالممارسة. ولكن كغيرها من المهارات، كركوب الدراجة على سبيل المثال، لا يمكن تعلمها وأنت جالس في الفصل المدرسي ويتم تلقينك ماذا عليك أن تفعل. فقد تعلم المحللون من خلال الممارسة والتطبيق.”
لإجراء اختبار حول المهارات التحليلية،  فقد يُطلب من الشخص البحث عن أوجه عدم الاتساق الموجودة في أحد الإعلانات أو وضع سلسلة من الأحداث في ترتيبها الصحيح أو قراءة مقال بطريقة نقدية. وعادةً ما تتضمن الاختبارات القياسية والمقابلات قسمًا تحليليًا يستلزم أن يقوم الفاحص باستخدام المنطق في اختيار مشكلة ما والتوصل لحل بشأنها.
على الرغم من أن المهارات التحليلية ضرورية بلا شك، لكن توجد كذلك مهارات أخرى بنفس القدر من الأهمية. فعلى سبيل المثال، في تحليل الأنظمة، يلزم أن يصب محلل الأنظمة تركيزه على أربع مجموعات من المهارات التحليلية وهي: التفكير في الأنظمة والمعرفة التنظيمية وتحديد المشكلات وتحليل المشكلات وحلها.
كذلك، تصف هذه المهارة الطريقة التي نستطيع من خلالها تحديد المشكلة وبالتالي العمل على إيجاد الحلول.